# JK Dünamo Tallinn
El JK Dünamo Tallinn es un equipo de fútbol fundado en 1940 en Tallin, Estonia. Actualmente juega en la II Liiga North/East, una de las ligas que conforman la cuarta división de fútbol en Estonia.

## Historia
Fue fundado en el año 1940 en la capital Tallinn originalmente como un equipo de Bandy, aunque posteriormente nació el de fútbol. Durante la etapa de la Estonia Soviética, el club fue uno de los más fuertes, logrando ganar 10 títulos de liga y 7 de copa, aunque uno de ellos bajo el nombre Dünamo Kopli.
Luego de la caída de la Unión Soviética, el club pasó entre la segunda y tercera categoría hasta que lograron el ascenso a la Meistriliiga en la temporada de 2005 al vencer en la fase de playoff al FC Lootus Alutaguse. Lamentablemente, el equipo solo duró una temporada en la máxima categoría y sufrió dos descensos consecutivos.

## Palmarés
- Estonian SSR Championship: 10

1945, 1947, 1949, 1950, 1953, 1954, 1978, 1980, 1981, 1983.
- Estonian SSR Cup: 7

1946, 1947, 1949, 1953, 1972, 1979, 1983.

## Jugadores

### Jugadores destacados
- Mati Gilden

### Números retirados
- 21 -  Ilya Chistyakov